# Gustavo Becerra-Schmidt
Gustavo Becerra-Schmidt (Temuco, 26 de agosto de 1925 - Oldemburgo, 3 de janeiro de 2010) foi um compositor chileno.